# Medaille voor Wetenschappen en Kunsten

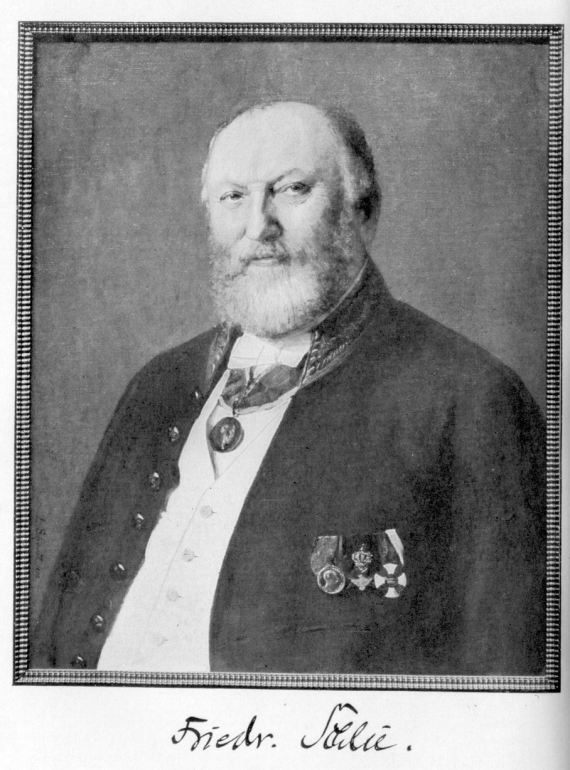
De oudheidkundige Friedrich Schlie met de Medaille voor Wetenschappen en Kunsten om de hals

De Gouden Medaille voor Wetenschappen en Kunsten', (Duits: Goldene Medaille "Den Wissenschaft und Künsten), was een hoge onderscheiding van het groothertogdom Mecklenburg-Schwerin. De onderscheiding werd op 28 februari 1859 door Frederik Frans II van Mecklenburg-Schwerin ingesteld. Net als in andere Duitse staten beloonde de groothertog de meest aanzienlijke kunstenaars en wetenschappers door hen een kostbare medaille om te hangen of op te spelden. Ook Nederland nam dit voorbeeld over, koningin Wilhelmina die met de Mecklenburgse prins Hendrik was gehuwd stichtte een gouden Eremedaille voor Kunst en Wetenschappen die verbonden is aan de Huisorde van Oranje. Het Mecklenburgse decoratiestelsel stond daarbij model.
De Mecklenburgse medaille is niet aan een orde of huisorde verbonden. Het toekennen van een dergelijk ereteken was het privilege van de regerende vorst en men hoede geen scheiding tussen staatsorde en huisorde te maken om het prerogatief van de groothertog te beschermen tegen inmenging door de ministerraad. Een medaille als deze die buiten de ridderorden viel was in het zeer standsbewuste Duitsland van de 19e eeuw een welkome mogelijkheid om een kunstenaar of wetenschapper uit de burgerij te onderscheiden zonder hem, en zijn vrouw, ook in de adelstand te verheffen. Het toekennen van een ridderkruis betekende in Duitse monarchieën lange tijd dat men van adel werd, een niet-edelman kon immers geen lid van een ridderorde zijn.
Medailles voor Wetenschappen en Kunsten zoals deze zijn in het maatschappelijke en diplomatieke verkeer ook goed bruikbaar om personen die geen vreemde ridderorden aan mogen nemen toch te kunnen onderscheiden. Het naburige groothertogdom Mecklenburg-Strelitz stelde een Orde voor Kunst en Wetenschap in.

## De medailles
De medailles werden tussen 1815 en 1918 verleend. Er zijn vijf varianten bekend, geslagen in massief goud en zilver.
Op de voorzijde van de ronde medaille is het portret van de groothertog aangebracht binnen de randschrift "FRIEDRICH FRANZ GROSSHERZOG VON MECKLENBURG SCHWERIN". Op de keerzijde staat de opdracht "DEN WISSENSCHAFTEN UND KÜNSTEN" binnen een krans van Lauwerbladeren en eikenkrans. Het lint is lichtblauw met smalle geel-rode biesen.
- De eerste Gouden Medaille voor Wetenschappen en Kunsten werd in 1815 door Frederik Frans I ingesteld. De massief gouden medaille is zeldzaam en kostbaar. Er zijn ook niet draagbare legpenningen bekend.

- Groothertog Frederik Frans II liet in 1872 zijn portret op de Gouden Medaille voor Wetenschappen en Kunsten aanbrengen. De medaille laat de ouder geworden groothertog zien met bakkebaarden en snor. Deze medaille werd tussen 1872 en 1883 uitgereikt.

- De eerste Zilveren Medaille voor Wetenschappen en Kunsten stamt eveneens uit 1815 en werd aan een lint op de borst gedragen.

- Groothertog Frederik Frans II liet in 1872 zijn portret ook op de Zilveren Medaille voor Wetenschappen en Kunsten aanbrengen. De medaille laat de ouder geworden groothertog zien met bakkebaarden en snor. Deze medaille werd tussen 1872 en 1883 uitgereikt.

- Tussen 1900 en 1918 werd ook de Zilveren Medaille voor Wetenschappen en Kunsten aan een blauw lint om de hals gedragen.

Net als in andere monarchieën is men de medailles met het hoofd van een geëerde voorouder, jarenlang de eerste groothertog Frederik Frans I en daarna Frederik Frans II, blijven verlenen. De val van de Mecklenburgse monarchie in november 1918 maakte een einde aan het verlenen van de medailles.

## De legpenning
Frederik Frans I liet ook een Legpenning voor Wetenschappen en Kunsten slaan. Deze medaille of legpenning kon niet worden gedragen.